# Свято-Троїцький храм (Мелітополь)
Храм в ім'я Святої Живоначальної Трійці — православний храм в місті  Мелітополі. Відноситься до  Запорізької та Мелітопольської єпархії  Української Православної Церкви (Московського патріархату). Настоятель храму — протоієрей Святослав Пітерський. Храм розташований за адресою  вул. Ломоносова, 176.

## Історія
Храм побудований неподалік від того місця, де в 1941–1960 роках перебувала Троїцька церква. Ця церква відкрилася під час німецької окупації, в 1941 році, в орендованому будинку. У 1960 році проводити богослужіння в будівлі було заборонено. Громада спробувала орендувати іншу будівлю, але мешканці сусідніх будинків виступили проти цього з колективною заявою, і громада була розформована.
7 квітня 1997 відбулося організаційне зібрання громади майбутнього Свято-Троїцького храму, і 17 червня 1997 громада була офіційно зареєстрована.
3 листопада 1997 був складений договір про безоплатне користування майном, а 23 грудня 1997 підписаний договір про передачу будівлі храму у власність громади. Настоятелем храму був призначений ієрей Юрій Попов.
4 грудня 1997, в день Введення в храм Пресвятої Богородиці, у храмі відбулося перше богослужіння.
З 1998 року на кошти парафіян храм постійно оновлювався і ремонтувався. 14 квітня 2009 на дзвіниці храму були встановлені купол і хрест.

## Недільна школа
З 1997 року при храмі діє недільна школа. Для молодших учнів школи робиться наголос на рукоділля, а старшокласники проходять основи Православної віри і Богослужіння, а також за оригінальною методикою вивчають граматику  церковнослов'янської мови.